# Конвой Сайпан – Трук (03.06.1944 – 09.06.1944)
Конвой Сайпан – Трук (03.06.1944 – 09.06.1944) — японський конвой часів Другої світової війни, проведення якого відбувалось у червні 1944 року.
Пунктом призначення конвою був атол Трук (Чуук) у центральній частині Каролінських островів, де ще до війни створили потужну базу японського ВМФ, з якої кілька років провадились операції у цілому ряді архіпелагів. 17—18 лютого 1944 року ця база була розгромлена унаслідок потужного рейду американського авіаносного з'єднання та невдовзі потрапила у блокаду. Утім, в наступні кілька місяців сюди ще змогли провести кілька конвоїв, один з яких вирушив 3 червня з острова Сайпан у Маріанському архіпелазі (можливо відзначити, що зазвичай вихідним пунктом для конвоїв на Трук був розташований у Токійській затоці порт Йокосука).
До складу конвою увійшли транспорти «Сейга-Мару», «Сінфуку-Мару» (Shinfuku Maru) та «Нісшо-Мару № 18», при цьому відомо, що «Сінфуку-Мару» перевозив понад чотири сотні бійців морської піхоти. Також до загону увійшли торпедний човен «Хійодорі», мінні загороджувачі «Кьосай» (Kyosai) та «Юрідзіма» (Yurijima) та переобладнаний сітьовий загороджувач «Кісін-Мару» (Kishin Maru).
5 червня 1944-го охорона відкривала вогонь по ймовірній ворожій субмарині, а ввечері 6 червня довелось відкрити зенітний вогонь по ворожому літаку. В останньому випадку від обстрілу з повітря отримали певні пошкодження «Нісшо-Мару № 18» (загинув один член екіпажу), «Сінфуку-Мару» та «Юрідзіма» (також загинув один моряк), що, втім, не завадило загону продовжити рух у повному складі.
9 червня 1944-го конвой успішно прибув на Трук.
Можливо відзначити, що невдовзі союзники атакували Маріанські острова, що залишало Трук у глибокій блокаді, проте всім кораблям описаного конвою вдалось в подальшому полишити Трук.